# Jana Jacková
Jana Jacková (Frýdek-Místek, 6 agosto 1982) è una scacchista ceca.

## Biografia
Ha giocato per la squadra ceca nelle seguenti Olimpiadi degli scacchi: Elista 1998, Istanbul 2000, Bled 2002, Calvià 2004, Torino 2006 e Dresda 2008. Nel 2002 e nel 2006 la squadra si è classificata al decimo posto nella classifica finale.
Nel 2007, ha giocato una partita amichevole contro il Grande Maestro olandese Jan Timman a Praga.